# Демцюх Зіновій Миколайович
Зіновій Миколайович Демцюх (нар. 7 лютого 1943, Великосілки, Львівська область) — український диригент, педагог, доцент Львівського національного університету імені Івана Франка, Заслужений працівник культури України.

## Біографічні відомості
У 1963 році викладач Прилуцького педагогічного училища імені Івана Франка (тепер Прилуцький гуманітарно-педагогічний фаховий коледж імені І. Я. Франка) на Чернігівщині.
1963–1966 роках служба у лавах Радянської армії.
1971–1972 роки — артист-хормейстр Київської чоловічої хорової капели Хорового товариства УРСР (тепер чоловіча хорова капела України імені Л. М. Ревуцького).
1972 року закінчив диригентський факультет Львівської державної консерваторії імені Миколи Лисенка.
1972–2006 роках викладач Львівського музично-педагогічного училища імені Філарета Колесси і Педагогічного коледжу Львівського університету. 1991–1997 роках старший викладач кафедри диригування Львівської національної музичної академії імені Миколи Лисенка. З 2006 року старший викладач кафедри музичного мистецтва Львівського національного університету імені Івана Франка.
Автор наукових праць, статей, збірників хорових творів, навчальних програм, рецензій, відгуків, напрацювань в сфері фольклору.
Працював з різними хоровими колективами: дитячим хором «Пролісок» (1976–1979 рр.); хоровою капелою студентів Львівської політехніки (1979–1985 рр.); студентським та викладацьким хором Львівського музично-педагогічного училища імені Філарета Колесси (1972–2000 рр.); 
Засновник, художній керівник і головний диригент хорової капели «Антей»  (1984–2005 рр.)
З 2001 року диригент чоловічого вокального ансамблю «Солісти Львова».
Колективи, очолювані З. Демцюхом ставали переможцями Всеукраїнських і Міжнародних конкурсів та фестивалів, зокрема:
- І премія і звання лауреата на Всеукраїнському конкурсі хорових колективів імені Соломії Крушельницької (Тернопіль, 1988 р.);
- II премія і звання лауреата на II Всеукраїнському конкурсі хорових колективів імені Миколи Леонтовича (Київ, 1993 р.);
- І премія з відзнакою (Firste prijs cum laude) і звання лауреата на Міжнародному конкурсі хорових колективів у м. Неерпельті (Бельгія, 1996 р.).

Брав участь у міжнародних музичних проєктах:
- 1996 рік — Архиєрейська Божественна Літургія в Соборі Святого Петра (Ватикан) за участю Святійшого Отця Івана Павла II (З. Демцюх диригував зведеним хором з України);
- 1999 рік — оперета «Бокаччо»[3] (в рамках проекту виконувались однойменна комічна оперета Франца фон Зуппе та «Реквієм» та «Коронаційна меса» Вольфганга Амадея Моцарта);
- 2004 рік — «Вільгельм Телль» Джоаккіно Россіні (опера, вистава);
- 2004–2005 роки — «Летюча миша» (виконання однойменної оперети Йоганна Штрауса та популярних хорових фрагментів з оперних вистав «Набукко» і «Травіата» Джузеппе Верді та «Кармен» Жоржа Бізе);
- 2006 рік — «Carmina Burana» Карла Орфа (концертне виконання).

Записав три CD-диски: «Возвеселімся всі разом нині (Колядки і щедрівки)» (Львів, 2002 р.); «Народні перлини (28 українських народних пісень)» (Львів, 2004 р.); «Благослови, душе моя, Господа (Духовні твори)» (Львів, 2006).
Географія концертних виступів (турне, гастролей): Бельгія, Іспанія, Італія, Латвія, Литва, Люксембург, Німеччина, Польща, Росія, Сербія, Словаччина, Угорщина, Франція, Швейцарія.
Неодноразовий член оргкомітету з підготовки та проведення міжнародних фестивалів хорової музики у Львові, член журі численних конкурсів. Протягом багатьох років був членом Національної всеукраїнської музичної спілки.
З 2006 року очолює секцію диригентсько-хорових дисциплін кафедри музичного мистецтва факультету культури і мистецтв Львівського національного університету імені Івана Франка.
З 2011 р. — доцент кафедри хорового співу факультету культури і мистецтв Львівського національного університету імені Івана Франка.

## Монографії
- Демцюх З. М. Пісенні обрії «Антея»: спогади та роздуми диригента, 2010. — 176 с. — ISBN 978-966-547-326-8.
- Демцюх З. М. Вечірня у Велику п'ятницю. Аранжування і упорядкування партитури для однорідного хору. — Львів, 2006.
- Співають «Солісти Львова». Збірник духовних творів / Упорядник З. Демцюх. — Львів, 2007. — 204 с.[4]